# Spodoptera androgea
Spodoptera androgea är en fjärilsart som beskrevs av Stoll 1780. Spodoptera androgea ingår i släktet Spodoptera och familjen nattflyn. Inga underarter finns listade i Catalogue of Life.

## Bildgalleri

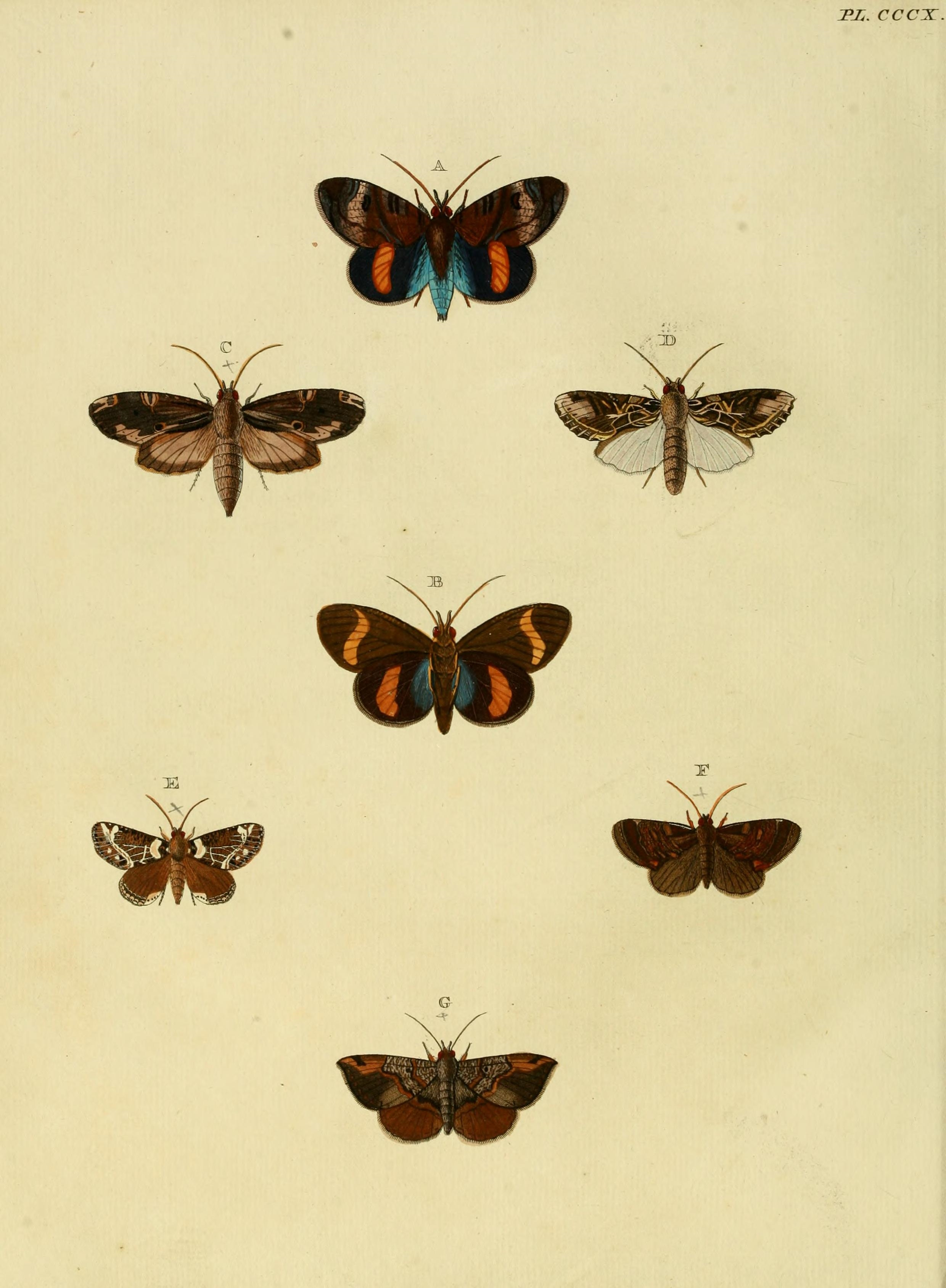